# Число Етвеша
Число Етвеша (рос. число Этвеша; англ. Eötwös number; нім. Eötwös-Zahl f) — безрозмірний параметр подібності, який характеризує відношення сил ваги і гідростатичного тиску до сили поверхневого натягу:
Ео=gd2Δρ/σ,
де g — прискорення вільного падіння, м/с2; d — еквівалентний діаметр бульбашки, м; Δρ — різниця густин, кг/м3; σ — поверхневий натяг, Н/м2. Син. — число Бонда.